# أبناء التراب
أبناء التراب: قصة الدول الاسكندنافية هي رواية للأطفال بقلم نورا بورجلون، نشرتها شركة دابلداي، دوران وشركاه في عام 1932 مع الرسوم التوضيحية لإدغار بارين دولير. تدور أحداث الرواية في السويد في أوائل القرن العشرين، تحكي قصة عائلة فقيرة حققت لها قدرتها وعملها الجاد النجاح.  كان بورجلون وصيفًا لميدالية نيوبيري لعام 1933 تقديرًا "للمساهمة الأكثر تميزًا في الأدب الأمريكي للأطفال".

## الروابط الخارجية
- نورا بورجلون في سلطات مكتبة الكونجرس

مع روابط لخمسة سجلات كتالوج وخمسة أخرى "من الكتالوج القديم".
- نورا بورجلون في WorldCat
- نورا بورجلون في WorldCat، القائمة الثانية

لم تُدمج سجلات نورا بورجلون بواسطة المكتبات. قد تغطي القوائم أو لا تغطي عدة أشخاص تُدعى نورا بورجلون.